# استفان مارتین
استفان مارتین (انگلیسی: Stéphane Martine؛ زادهٔ ۵ مارس ۱۹۷۸) بازیکن فوتبال اهل فرانسه است.
از باشگاه‌هایی که در آن بازی کرده‌است می‌توان به باشگاه فوتبال رویال شارلوا، باشگاه فوتبال سدان، و باشگاه فوتبال اف۹۱ دودلانژ اشاره کرد.
وی همچنین در تیم ملی فوتبال گویان فرانسه بازی کرده‌است.